# Onthophagus bonorae
Onthophagus bonorae är en skalbaggsart som beskrevs av Mario Zunino 1976. Onthophagus bonorae ingår i släktet Onthophagus och familjen bladhorningar. Inga underarter finns listade i Catalogue of Life.